# Rio Anari
Rio Anari är ett vattendrag i Brasilien.   Det ligger i delstaten Rondônia, i den centrala delen av landet, 1 700 km väster om huvudstaden Brasília.
I omgivningarna runt Rio Anari växer i huvudsak städsegrön lövskog. Runt Rio Anari är det mycket glesbefolkat, med 3 invånare per kvadratkilometer.